# Conover (Wisconsin)
Conover – miasto w Stanach Zjednoczonych, w stanie Wisconsin, w hrabstwie Vilas.